# Kia Carnival
Kia Carnival je velké MPV vyráběné společností Kia Motors. Ve Spojeném království a Spojených státech je znám pod sériovým označením Kia Sedona. V současné době je od roku 2006 vyráběna již druhá generace tohoto modelu. První byla vyráběna v letech 1999–2005.

## První generace (1999-2005) (GQ)

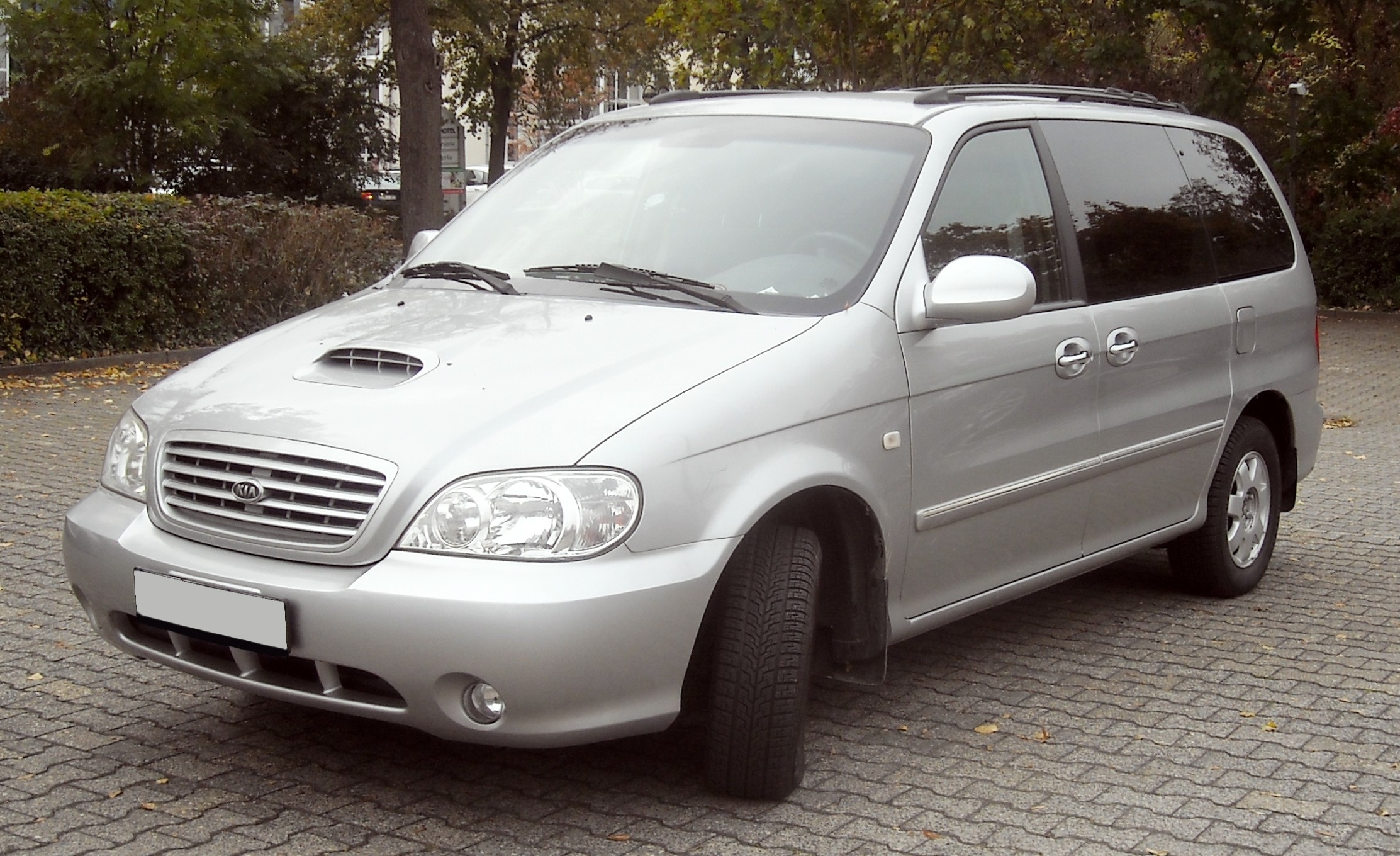
Kia Carnival GQ

Kia Carnival se začal prodávat v roce 1999 jako model, který zaplňoval kategorii velkých MPV značky Kia. Ve Spojených státech se prodával se zážehovým motorem o objemu 3,5 l s výkonem 145 kW (dodávaný výhradně s 5stupňovou automatickou převodovkou. V Austrálii se nabízela slabší varianta o objemu 2,5 l s výkonem 132 kW (5stupňová manuální převodovka, 4stupňová automatická převodovka).

### Motory
- 3.5 L Hyundai Sigma V6 145 kW (pouze americký trh)
- 2.5 L Rover KV6 V6 132 kW (pouze australský a evropský trh)

### Bezpečnost
Výsledky testů EuroNCAP:
- Dospělí  18 bodů
- Chodci  4 body

## Druhá generace (2006-dodnes) (VQ)

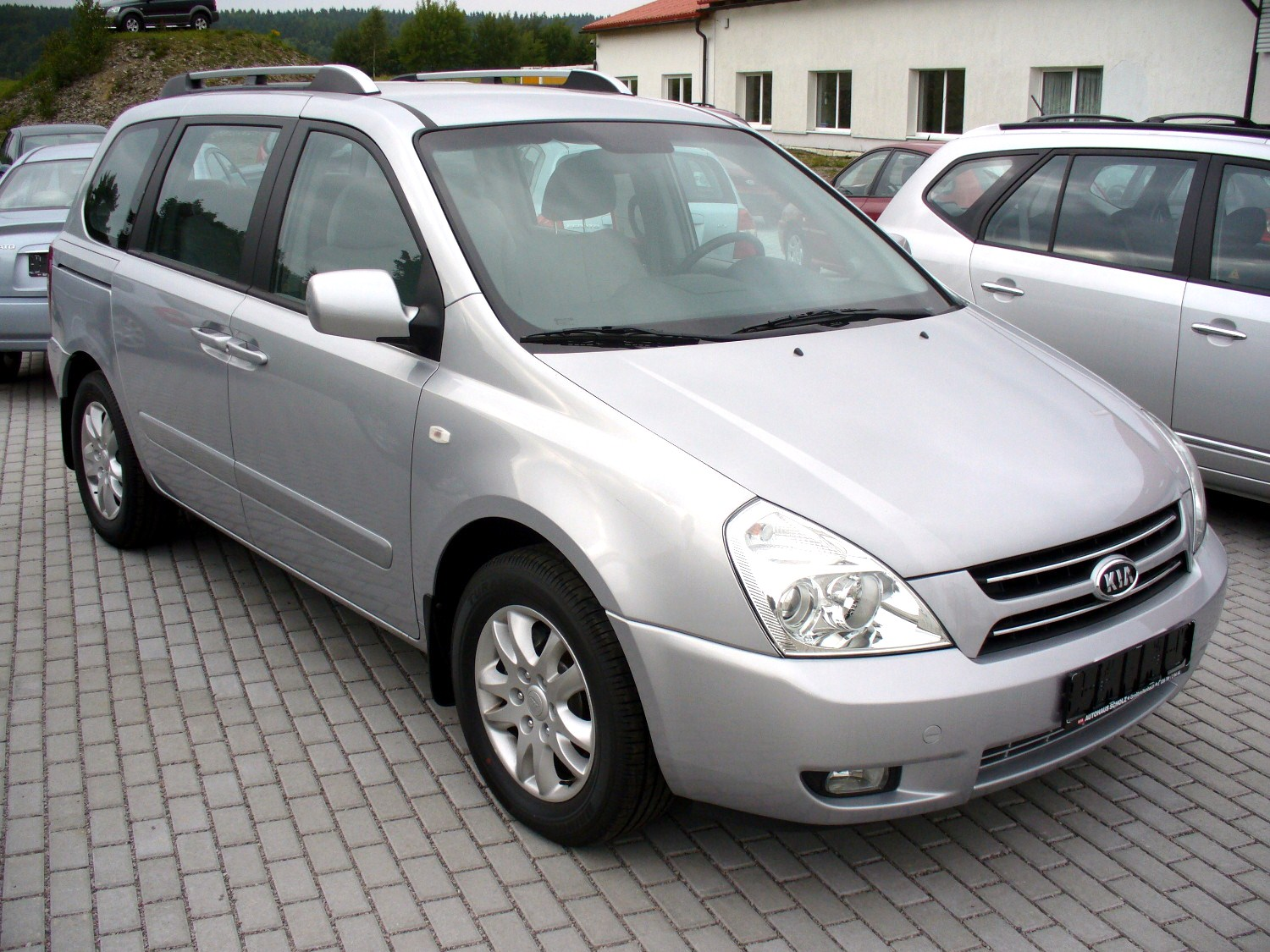
Kia Carnival VQ

Druhá generace byla představena na ženevském autosalonu. Začala se prodávat v roce 2006. Oproti první generaci byl výrazně změněn design, modernizovány motory a zlepšena bezpečnost. Byly přidány například posuvné dveře, navigační systém nebo parkovací senzory.

### Motory

#### Zážehové
- 3.8 V6 182 kW (pouze americký trh)
- 2.7 V6 137 kW

#### Vznětové
- 2.9 CRDi VGT 136 kW

### Bezpečnost
Výsledky testů EuroNCAP:
- Dospělí  29 bodů
- Děti  36 bodů
- Chodci  3 body